# Lirceolus nidulus
Lirceolus nidulus là một loài chân đều trong họ Asellidae. Loài này được Lewis miêu tả khoa học năm 2001.